# Mountainbike-Weltmeisterschaften 2021
Die 34. Mountainbike-Weltmeisterschaften fanden vom 23. bis 29. August 2021 im italienischen Val di Sole statt.
Insgesamt wurden 17 Entscheidungen in sechs Disziplinen ausgetragen, erstmals wurden auch Weltmeister im Cross-Country Short Track ermittelt.

## Ergebnisse Cross-Country (olympisch) XCO

### Männer Elite
| Platz | Land        | Sportler          | Zeit       |
| ----- | ----------- | ----------------- | ---------- |
| 1     | Schweiz     | Nino Schurter     | 1:22:31 h  |
| 2     | Schweiz     | Mathias Flückiger | + 0:02 min |
| 3     | Frankreich  | Victor Koretzky   | + 1:08 min |
| 4     | Rumänien    | Vlad Dascălu      | + 1:36 min |
| 5     | Deutschland | Maximilian Brandl | + 1:43 min |
| 6     | Neuseeland  | Samuel Gaze       | + 2:30 min |

Datum: 28. August 2021

### Frauen Elite
| Platz | Land                   | Sportler               | Zeit       |
| ----- | ---------------------- | ---------------------- | ---------- |
| 1     | Vereinigtes Konigreich | Evie Richards          | 1:23:52 h  |
| 2     | Niederlande            | Anne Terpstra          | + 1:03 min |
| 3     | Schweiz                | Sina Frei              | + 1:08 min |
| 4     | Schweiz                | Jolanda Neff           | + 1:08 min |
| 5     | Polen                  | Maja Włoszczowska      | + 1:47 min |
| 6     | Frankreich             | Pauline Ferrand-Prévot | + 2:35 min |

Datum: 28. August 2021

### Männer U23
| Platz | Land    | Sportler        | Zeit       |
| ----- | ------- | --------------- | ---------- |
| 1     | Chile   | Martín Vidaurre | 1:10:31 h  |
| 2     | Italien | Juri Zanotti    | + 1:03 min |
| 3     | Schweiz | Joel Roth       | + 1:38 min |
| 4     | Schweiz | Luca Schätti    | + 1:55 min |
| 5     | Spanien | Jofre Cullell   | + 2:23 min |
| 6     | Italien | Filippo Fontana | + 2:32 min |

Datum: 28. August 2021

### Frauen U23
| Platz | Land        | Sportler           | Zeit       |
| ----- | ----------- | ------------------ | ---------- |
| 1     | Osterreich  | Mona Mitterwallner | 1:06:57 h  |
| 2     | Osterreich  | Laura Stigger      | + 2:04 min |
| 3     | Danemark    | Caroline Bohé      | + 3:26 min |
| 4     | Italien     | Marika Tovo        | + 4:03 min |
| 5     | Ungarn      | Kata Blanka Vas    | + 4:10 min |
| 6     | Deutschland | Ronja Eibl         | + 4:46 min |

Datum: 28. August 2021

### Junioren
| Platz | Land                   | Sportler                | Zeit       |
| ----- | ---------------------- | ----------------------- | ---------- |
| 1     | Frankreich             | Adrien Boichis          | 59:59 min  |
| 2     | Kolumbien              | Camilo Andres Gomez     | + 1:13 min |
| 3     | Schweiz                | Nils Aebersold          | + 1:21 min |
| 4     | Ukraine                | Oleksandr Hudyma        | + 1:43 min |
| 5     | Vereinigte Staaten     | Braydon Johnson         | + 2:14 min |
| 6     | Vereinigtes Konigreich | Corran Carrick-Anderson | + 3:06 min |

Datum: 26. August 2021

### Juniorinnen
| Platz | Land        | Sportler        | Zeit       |
| ----- | ----------- | --------------- | ---------- |
| 1     | Frankreich  | Line Burquier   | 55:29 min  |
| 2     | Frankreich  | Olivia Onesti   | + 0:05 min |
| 3     | Italien     | Sara Cortinovis | + 0:06 min |
| 4     | Frankreich  | Tatiana Tournut | + 1:10 min |
| 5     | Schweiz     | Lea Huber       | + 1:55 min |
| 6     | Deutschland | Sina van Thiel  | + 2:41 min |

Datum: 26. August 2021

## Ergebnisse Cross-Country Short Track XCC

### Männer
| Platz | Land               | Sportler            | Zeit       |
| ----- | ------------------ | ------------------- | ---------- |
| 1     | Vereinigte Staaten | Christopher Blevins | 19:30 min  |
| 2     | Brasilien          | Henrique Avancini   | + 0:02 min |
| 3     | Deutschland        | Maximilian Brandl   | + 0:02 min |
| 4     | Tschechien         | Ondřej Cink         | + 0:03 min |
| 5     | Sudafrika          | Alan Hatherly       | + 0:05 min |
| 6     | Lettland           | Mārtiņš Blūms       | + 0:17 min |

Datum: 26. August 2021

### Frauen
| Platz | Land                   | Sportler               | Zeit       |
| ----- | ---------------------- | ---------------------- | ---------- |
| 1     | Schweiz                | Sina Frei              | 20:11 min  |
| 2     | Vereinigtes Konigreich | Evie Richards          | + 0:00 min |
| 3     | Frankreich             | Pauline Ferrand-Prévot | + 0:01 min |
| 4     | Schweiz                | Linda Indergand        | + 0:02 min |
| 5     | Schweiz                | Jolanda Neff           | + 0:11 min |
| 6     | Australien             | Rebecca McConnell      | + 0:17 min |

Datum: 26. August 2021

## Ergebnisse Cross-Country Staffel (Mixed) XCR
| Platz | Land               | Sportler                                                                                | Zeit       |
| ----- | ------------------ | --------------------------------------------------------------------------------------- | ---------- |
| 1     | Frankreich         | Mathis Azzaro Adrien Boichis Lena Gerault Tatiana Tournut Line Burquier Jordan Sarrou   | 1:25:51 h  |
| 2     | Vereinigte Staaten | Christopher Blevins Brayden Johnson Savilia Blunk Ruth Holcomb Kate Courtney Riley Amos | + 0:48 min |
| 3     | Deutschland        | Leon Kaiser Paul Schehl Sina van Thiel Nina Benz Ronja Eibl Luca Schwarzbauer           | + 0:49 min |
| 4     | Italien            |                                                                                         | + 1:39 min |
| 5     | Schweiz            |                                                                                         | + 2:04 min |
| 6     | Großbritannien     |                                                                                         | + 2:27 min |

Datum: 25. August 2021

## Ergebnisse Downhill DHI

### Männer Elite
| Platz | Land                   | Sportler         | Zeit         |
| ----- | ---------------------- | ---------------- | ------------ |
| 1     | Sudafrika              | Greg Minnaar     | 3:28.963 min |
| 2     | Frankreich             | Benoît Coulanges | 3:29.190 min |
| 3     | Australien             | Troy Brosnan     | 3:29.404 min |
| 4     | Frankreich             | Loris Vergier    | 3:30.129 min |
| 5     | Vereinigtes Konigreich | Danny Hart       | 3:30.813 min |
| 6     | Frankreich             | Loïc Bruni       | 3:31.934 min |

Datum: 29. August 2021

### Frauen Elite
| Platz | Land                   | Sportler         | Zeit          |
| ----- | ---------------------- | ---------------- | ------------- |
| 1     | Frankreich             | Myriam Nicole    | 4:06.243 min  |
| 2     | Frankreich             | Marine Cabirou   | 04:11.070 min |
| 3     | Schweiz                | Camille Balanche | 04:12.342 min |
| 4     | Slowenien              | Monika Hrastnik  | 4:15.328 min  |
| 5     | Vereinigtes Konigreich | Tahnée Seagrave  | 4:16.024 min  |
| 6     | Italien                | Eleonora Farina  | 4:16.212 min  |

Datum: 29. August 2021

### Junioren
| Platz | Land                   | Sportler              | Zeit         |
| ----- | ---------------------- | --------------------- | ------------ |
| 1     | Kanada                 | Jackson Goldstone     | 3:37.097 min |
| 2     | Vereinigtes Konigreich | Jordan Williams       | 3:38.909 min |
| 3     | Neuseeland             | Lacklan Stevens-McNab | 3:40.657 min |
| 4     | Vereinigtes Konigreich | Ethan Craik           | 3:41.945 min |
| 5     | Irland                 | Oisin O’Callaghan     | 3:43.315 min |
| 6     | Australien             | James MacDermid       | 3:44.556 min |

Datum: 29. August 2021

### Juniorinnen
| Platz | Land       | Sportler           | Zeit         |
| ----- | ---------- | ------------------ | ------------ |
| 1     | Bulgarien  | Izabela Yankova    | 4:30.865 min |
| 2     | Norwegen   | Kine Haugom        | 4:41.709 min |
| 3     | Kanada     | Gracey Hemstreet   | 4:44.110 min |
| 4     | Slowakei   | Simonka Kuchynková | 4:46.018 min |
| 5     | Schweiz    | Delia Da Mocogno   | 4:46.377 min |
| 6     | Frankreich | Léona Pierrini     | 4:47.472 min |

Datum: 29. August 2021

## Ergebnisse Four Cross 4X

### Männer
| Platz | Land       | Sportler         | Zeit |
| ----- | ---------- | ---------------- | ---- |
| 1     | Tschechien | Tomáš Slavík     |      |
| 2     | Frankreich | Adrien Loron     |      |
| 3     | Osterreich | Hannes Slavik    |      |
| 4     | Italien    | Martti Sciortino |      |
| 5     | Italien    | Giacomo Fantoni  |      |
| 6     | Tschechien | Mikuláš Nevrkla  |      |

Datum: 27. August 2021

### Frauen
| Platz | Land                   | Sportler         | Zeit |
| ----- | ---------------------- | ---------------- | ---- |
| 1     | Tschechien             | Michaela Hájková |      |
| 2     | Frankreich             | Mathilde Bernard |      |
| 3     | Bolivien               | Anna Sara Rojas  |      |
| 4     | Deutschland            | Raphaela Richter |      |
| 5     | Vereinigtes Konigreich | Josie McFall     |      |
| 6     | Deutschland            | Kristina Stoiber |      |

Datum: 27. August 2021

## Ergebnisse E-MTB Cross-Country

### Männer
| Platz | Land               | Sportler            | Zeit       |
| ----- | ------------------ | ------------------- | ---------- |
| 1     | Frankreich         | Jérôme Gilloux      | 51:44 min  |
| 2     | Frankreich         | Hugo Pigeon         | + 0:18 min |
| 3     | Vereinigte Staaten | Christopher Blevins | + 1:11 min |
| 4     | Schweiz            | Joris Ryf           | + 1:15 min |
| 5     | Frankreich         | Theo Charmes        | + 2:01 min |
| 6     | Vereinigte Staaten | Charlie Mullins     | + 2:18 min |

Datum: 27. August 2021

### Frauen
| Platz | Land                   | Sportler           | Zeit       |
| ----- | ---------------------- | ------------------ | ---------- |
| 1     | Schweiz                | Nicole Göldi       | 49:24 min  |
| 2     | Frankreich             | Laura Charles      | + 0:13 min |
| 3     | Deutschland            | Sofia Wiedenroth   | + 0:43 min |
| 4     | Vereinigtes Konigreich | Harriet Harnden    | + 0:51 min |
| 5     | Frankreich             | Mélanie Pugin      | + 0:52 min |
| 6     | Schweiz                | Kathrin Stirnemann | + 2:16 min |

Datum: 27. August 2021

## Medaillenspiegel
| Platz | Land                   | Gold | Silber | Bronze | Gesamt |
| ----- | ---------------------- | ---- | ------ | ------ | ------ |
| 1     | Frankreich             | 5    | 7      | 2      | 14     |
| 2     | Schweiz                | 3    | 1      | 4      | 8      |
| 3     | Tschechien             | 2    |        |        | 2      |
| 4     | Vereinigtes Königreich | 1    | 2      |        | 3      |
| 5     | Vereinigte Staaten     | 1    | 1      | 1      | 3      |
| 5     | Österreich             | 1    | 1      | 1      | 3      |
| 7     | Kanada                 | 1    |        | 1      | 2      |
| 8     | Chile                  | 1    |        |        | 1      |
| 8     | Bulgarien              | 1    |        |        | 1      |
| 8     | Südafrika              | 1    |        |        | 1      |
| 11    | Italien                |      | 1      | 1      | 2      |
| 12    | Brasilien              |      | 1      |        | 1      |
| 12    | Kolumbien              |      | 1      |        | 1      |
| 12    | Niederlande            |      | 1      |        | 1      |
| 12    | Norwegen               |      | 1      |        | 1      |
| 16    | Deutschland            |      |        | 3      | 3      |
| 17    | Dänemark               |      |        | 1      | 1      |
| 17    | Bolivien               |      |        | 1      | 1      |
| 17    | Australien             |      |        | 1      | 1      |
| 17    | Neuseeland             |      |        | 1      | 1      |